# Cisticola hunteri
Fuinha-de-hunter (Cisticola hunteri) é uma espécie de ave da família Cisticolidae.
Pode ser encontrada nos seguintes países: Quénia, Tanzânia e Uganda.
Os seus habitats naturais são: regiões subtropicais ou tropicais húmidas de alta altitude e matagal tropical ou subtropical de alta altitude.